# Bündorf (Wüstung)
Bündorf ist eine Wüstung im Saalekreis in Sachsen-Anhalt.

## Geografische Lage
Die Wüstung Bündorf lag unmittelbar westlich von Möckerling, östlich der Stadt Mücheln (Geiseltal). Während Bündorf bereits im ausgehenden Mittelalter eine Wüstung wurde, wurde Möckerling 1962 ein Opfer des Braunkohlenbergbaus im Geiseltal.

## Geschichte
In einem zwischen 881 und 899 entstandenen Verzeichnis des Zehnten des Klosters Hersfeld wird Bündorf als zehntpflichtiger Ort Budinendorpf im Gau Friesenfeld genannt. Das Dorf bestand aus 22 Häusern und einer 11 Hufen großen Flur. Außerdem hatte der Lehrer von Zorbau im Ort eine halbe Hufe steuerfreies Land. 
Auf der anderen Seite der Geisel existierte zwischen den Fluren von Bündorf und Möckerling ein weiteres Dorf namens Ziegendorf, welches im Hersfelder Verzeichnis als „Ichendorpf“ bezeichnet wurde. Bis in die Neuzeit hinein hieß ein von den Bündorfer Gärten nach Zorbau führender Weg Kirchweg. Dies scheint Hinweis zu sein, dass Bündorf und Ziegendorf kirchlich zu Zorbau gehörten.
Die 1919 bei Möckerling gegründete Bergarbeitersiedlung Neubiendorf, von der heute nur noch ein kleiner Teil besteht, hat ihren Namen von der älteren Wüstung Bündorf erhalten. Im Zuge des Braunkohlenabbaus im Geiseltal wurde die Wüstung Bündorf mit der Flur von Möckerling im Jahr 1964 abgebaggert (devastiert).